# Trapper John M.D.
Trapper John, M.D. (conocido como "Hombres de Blanco" en Latinoamérica) es una serie de televisión drama-médico y spin-off estadounidense de la película  M*A*S*H. protagonizada por Pernell Roberts en el rol de John "Trapper" McIntyre, médico jefe del hospital San Francisco Memorial. Fue transmitida por CBS desde el 23 de septiembre de 1979 al 4 de septiembre de 1986.

## Trama
28 años después de haber sido dado de baja de la unidad médica del ejército 4077th-M*A*S*H, el Dr. John 'Trapper' McIntyre no sólo ha dejado de pelar contra el sistema sino que ha llegado ser parte del mismo, siendo ahora Jefe de Cirugía en el Hospital San Francisco Memorial. Pero aun queda algo del viejo 'Trapper', puesto que muestra compasión hacia muchos de los pacientes, llegando a violar incluso los procedimientos internos. Junto al Dr. McIntyre trabaja el joven aspirante Dr. George Alonzo 'Gonzo' Gates, quien vive en una casa rodante ubicada en el estacionamiento del hospital y quien tiene mucho en común con McIntyre, puesto que él también trabajó en una unidad M*A*S*H durante la Guerra de Vietnam. Su sentido del humor, así como su amor por la vida, reflejan algo de los años mozos de 'Trapper'.

## Reparto
| Actor                | Personaje                                                        |
| -------------------- | ---------------------------------------------------------------- |
| Pernell Roberts      | Doctor John "Trapper" McIntyre ("Trampero" en Latinoamérica)     |
| Gregory Harrison     | Doctor George Alonso "Gonzo" Gates                               |
| Brian Mitchell       | Doctor Justin "Jackpot" Jackson ("Lotería" en Latinoamérica)     |
| Charles Siebert      | Doctor Stanley Riverside II                                      |
| Madge Sinclair       | Enfermera Ernestine Shoop                                        |
| Christopher Norris   | Enfermera Gloria "Ripples" Brancusi ("Cúrvas" en Latinoamérica)  |
| Simon Scott          | Doctor / administrador Arnold Slocum                             |
| Timothy Busfield     | Doctor John "J.T. / Junior Trapper" McInryre                     |
| Mary McCarty         | Enfermera Clara "Starch" Willoughby ("Almidón" en Latinoamérica) |
| Lorna Luft           | Enfermera Libby Kleger                                           |
| Kenneth David Gilman | Doctor Jacob Christmas                                           |